# 山田照明
山田照明株式会社（やまだしょうめい、英: YAMADA SHOMEI LIGHTING CO.,LTD.）は、東京都杉並区に本社を置く照明器具メーカー。YAMADAの商標で知られる。

## 概要
1946年（昭和21年）に創業。2008年（平成20年）5月12日、山田照明株式会社（分割会社）が会社分割により照明器具製造販売事業を承継する新会社として設立。同年7月1日付けで、この会社の第三者割当増資をサンゲツが引受け子会社化し、山田照明株式会社に商号を変更した。
2019年（平成31年）4月5日には、サンゲツが住宅用照明器具大手のオーデリックに全株式を譲渡し同社の子会社となっている。
同社の製品は家庭用を中心とした一般向の商品が主流で、種類は外灯から部屋用のシャンデリア、小型電気スタンドまで幅広い。また、一般用ではオフィス向けのロングセラー、Zライトが知られる。
番組開始初期の「ニュースステーション」のスポンサーのうちの1社である。

## 主な商品
- LED照明
- シャンデリア
- スポットライト
- シーリングライト
- ミュージアムスポット
- ダウンライト
- バリードライト
- 外灯
- タスク＆アンビエント
- ホスピタルライト
- Zライト
- ECOwine（エコワイン）無線調光ソリューション

など
- 壁スイッチとLED電球器具のランプは自社生産していないため、パナソニック・パナソニック ライティングシステムズ・東芝ライテック・三菱電機照明などから供給を受けている（LED電球器具は「東芝ライテック専用」など使用ランプメーカー指定がされている製品があるが、実際は当該器具に適合する物であれば国内メーカー殆どのLED電球が使用可能）。
- 白熱電球・蛍光灯・電球型蛍光灯・点灯管を用いる従来型器具生産は2018年限りで終了し、現行モデルはLEDへ一本化された。

## 事業所
- 本社（東京都杉並区）
- 名古屋営業所（名古屋市天白区）
- 大阪支社（大阪市西区）
- 福岡支社（福岡市博多区）